# Alyssum lesbiacum
Alyssum lesbiacum là một loài thực vật có hoa trong họ Cải. Loài này được (Candargy) Rech.f. mô tả khoa học đầu tiên năm 1943.